# Salamandrella
Salamandrella is een geslacht van salamanders uit de familie Aziatische landsalamanders (Hynobiidae). De groep werd voor het eerst wetenschappelijk beschreven door Benedykt Ivanovich Dybowski in 1870. Later werd de wetenschappelijke naam Isodactylium  gebruikt.
Er zijn twee soorten die voorkomen in delen van Azië en leven in de landen China, Japan, Noord-Korea, Zuid-Korea, Mongolië en Rusland.

## Soorten
Geslacht Salamandrella
- Soort Salamandrella keyserlingii – Siberische landsalamander
- Soort Salamandrella tridactyla